# Mercat monetari
El mercat monetari o de diners és el conjunt de mercats financers, independents però relacionats, en què s'intercanvien actius financers que tenen com a denominador comú un termini d'amortització curt, que no sol sobrepassar els divuit mesos, un risc baix i una elevada liquiditat.

## Els mercats financers
Els mercats financers, en conjunt, formen el mercat de fons prestables; però es distingeixen segons les característiques dels actius negociats, entre el mercat de capitals i el monetari.
Segons l'OCDE, el mercat de capitals és on es realitzen i es financen les operacions a llarg termini i on hi ha les institucions que se n’encarreguen principalment. El mercat de capitals té dues parts: el mercat de valors i el mercat de crèdit a llarg termini. A més, els mercats de valors es classifiquen en mercats de renda fixa i mercats de renda variable.

## Característiques
Les característiques distintives del mercat monetari són el curt termini, el risc més reduït i la liquiditat dels actius que s'hi negocien, les seves característiques fonamentals són les següents:
1. Són mercats a l'engròs ja que els seus participants solen ser grans entitats financeres o empreses industrials, que negocien grans quantitats de recursos financers a partir de les decisions de professionals especialitzats.
2. En aquests mercats es negocien actius amb risc escàs, derivat tant de la solvència de les entitats emissores (Tresor Públic o institucions financeres o industrials de grans dimensions) com de les garanties addicionals que aporten (títols hipotecaris, per exemple, o pagarés d'empresa avalats per una entitat bancària.)
3. Són actius negociats amb molta liquiditat, derivada tant del curt termini de venciment, que habitualment no supera els 18 mesos, com de les seves possibilitats de negociació en mercats secundaris. A més, sovint es fan operacions amb pacte de retrocessió a molt curt termini.
4. la negociació es fa directament entre els participants oa través d'intermediaris especialitzats.
5. Mostren una gran flexibilitat i capacitat d'innovació financera, que ha provocat l'aparició de nous intermediaris financers, nous actius financers i tècniques d'emissió més innovadores, entre les quals destaquen les següents:

### Tècniques d'emissió
Les tècniques d'emissió van innovant i destaquen les següents:
- El descompte o el cobrament d'interessos a l'estirada. Aquesta fórmula implica que el comprador de l'actiu paga una quantitat inferior al nominal en el moment de l'adquisició, rebent el nominal en el moment de cancel·lar-lo. La diferència entre la quantitat pagada i el nominal és el descompte o rendibilitat que obté el comprador que, com és lògic, no rep interessos periòdics, ja que els cobra per anticipat en la seva totalitat. Els títols del mercat monetari que se solen emetre així són els pagarés d'empresa i les lletres del Tresor.
- Cupó zero. En aquest cas, el pagament dels interessos es fa a la maduració del deute, per tant, els títols s'adquireixen pel seu valor nominal (o per sota d'ell) i s'amortitzen amb diferents primes segons el termini de reemborsament. Els títols de mercat monetari que se solen emetre així són els bons de caixa i de tresoreria bancaris.
- A tipus variable. En aquest cas s'emeten títols el tipus d'interès dels quals no és fix sinó que evoluciona segons algun tipus d'interès de referència, com ara el tipus interbancari, més un diferencial fix. Aquesta fórmula se sol emprar en l'emissió de certs bons i pagarés i ha estat presa dels crèdits a tipus d'interès variable.

## Actius del mercat monetari
Hi ha tres tipus d'actius del mercat monetari:
- Dipòsits bancaris
- Lletres del Tresor
- Pagarès d'empreses

## Desenvolupament dels mercats monetaris
Les raons fonamentals del gran desenvolupament produït als mercats monetaris en els darrers anys, poden ser agrupades en dues categories.
El fet que tant les autoritats econòmiques com altres agents econòmics han intentat donar suport al desenvolupament dels mercats monetaris en vista de les conseqüències favorables que se'n derivaven per al funcionament de l'economia. En aquest sentit, sol destacar-se la contribució dels mercats monetaris a la consecució de les finalitats següents:
- L'assoliment dels objectius de la política monetària.
- La formació duna estructura adequada dels tipus dinterès.
- Leficiència de les decisions financeres dels agents econòmics.
- El finançament ortodox del dèficit públic.

En segon lloc, el conjunt de fenòmens de naturalesa fonamentalment econòmica o institucional que ha ajudat també el seu desenvolupament, amb independència dels efectes nets d'aquests fenòmens sobre l'activitat econòmica hagin estat perniciosos o no. Hi destaquen les altes taxes d'inflació, el baix creixement del producte nacional, el creixement accelerat de la despesa i el dèficit públics, la revolució tecnològica, etc.